# کولتای-کاران
کولتای-کاران (انگلیسی: Kultay-Karan) یک شهرک در شهرستان میاکینسکی استان باشقیرستان کشور روسیه است.